# 委派市镇
2008年，法国总统尼古拉·萨科齐发起法国领土集体改革，2010年12月16日颁布《第2010-1563号法律》，通过建立新市镇来重启市镇重组。在大多数情况下，被合并为新市镇的前市镇享有委派市镇（法語：commune déléguée，發音：[kɔmyn deleɡe] ⓘ）之地位。委派市镇被允许保留某些机构，如：
- 委派市长（maire délégué），由新市镇市议会指定，担任民事登记官（officier d'état civil）和司法警官（officier de police judiciaire）[1]
- 附属市政厅，主要负责公民身份文件[2]

新市镇市议会可从成员中选定委派市长和市议员，组成委派市镇议会。新市镇市议会还可以从市议员中选定一名或多名委派副市长（adjoint au maire délégué）。
与《马塞兰法》中的关联市镇不同，委派市镇不构成选举单位，也没有新市镇的市镇社会行动中心。
委派市镇不再是领土集体，但仍然是法国的行政区划，其边界、名称、委派市长和人口数据由法国国家统计与经济研究所（INSEE）每年更新。